# Cool ngầu
Cool ngầu (tiếng Anh: cool), chất lừ hay ngầu, chất là một lối thẩm mỹ về thái độ, hành vi, cách cư xử, ngoại hình và phong cách thường được ngưỡng mộ. Do cách giải thích đa dạng và thường thay đổi về những gì được coi là ngầu, cũng như tính chất chủ quan của nó, từ này không có một nghĩa duy nhất. Đối với hầu hết mọi người, sự cool ngầu gắn liền với việc thể hiện sự điềm tĩnh và tự chủ. Khi được sử dụng trong những cuộc trò chuyện, nó thường thể hiện sự ngưỡng mộ hoặc tán thành và có thể được sử dụng khi đề cập đến cả người và vật được quan tâm. Mặc dù thường được coi là tiếng lóng, cool ngầu vẫn được sử dụng rộng rãi trong các nhóm xã hội khác nhau và được sử dụng qua nhiều thế hệ.

## Từ nguyên
Cool là từ tiếng Anh, có nghĩa phổ biến là tương đối lạnh một cách dễ chịu. Từ ngầu trong tiếng Việt với nghĩa có liên quan đến cool ngầu được cho là có thể xuất phát từ tiếng Quảng Đông. Ngầu trong Hán Việt là ngưu, nghĩa đen là trâu, bò, nghĩa bóng là oách, cao to oai vệ, có khí chất. Từ này được cho là có thể vay mượn từ người Quảng Đông sống ở Việt Nam.

## Tổng quan
Không có biểu hiện khách quan nào của sự cool ngầu, vì nó rất khác nhau giữa các nền văn hóa, hệ tư tưởng, sở thích và cá nhân. Tuy nhiên, một khía cạnh nhất quán là việc trở nên cool ngầu được nhiều người coi là điều đáng mong muốn. Mặc dù không có một khái niệm hay biểu hiện hoặc thể hiện khách quan đơn lẻ nào của tính cool ngầu, ngầu dưới góc độ là một đặc tính có thể được xem xét từ vài khía cạnh khác nhau.